# 秦始皇 (歌劇)

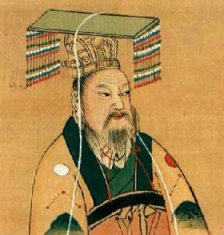
秦始皇畫像。

《秦始皇》（英語：The First Emperor）是一部以中國第一位皇帝秦始皇為原型的英語悲歌劇。該劇由旅美華裔作曲家譚盾譜曲，並由作曲家自己和作家哈金一起填詞。該劇於2006年12月21日在美國紐約大都會歌劇院進行了全球首演。

## 背景與腳本
早在1996年紐約大都會歌劇院便委託譚盾能為院團寫一部歌劇。譚氏在看過電影《秦頌》的劇本後，便敲定了這部歌劇的主題。歌劇的故事情節是根據電影《秦頌》的劇本改編以外，還參考了著名史家司馬遷所著的《史記》。
歌劇首演的監製張藝謀，曾在電影《英雄》和譚盾合作過，恰巧《英雄》一戲的主角原型，也是秦始皇。為減低製作成本，譚盾把早期的試驗排練安排在上海，但據稱，整個首演製作成本仍將超過3百万美元。因此紐約時報曾刊出評論指秦始皇一劇，是「一場高賭注，跨文化的豪賭。」一些評論對首演的製作和主角的演出表示讚揚，但也有評論批評歌劇音樂過於冗長。

## 情節簡介

### 第一幕 「陰影」

#### 第一場景
秦王被吵雜的傳統宮廷音樂所煩擾不堪。他希望見到一首頌歌，能歌頌自己的功德。他堅信只有他的童年玩伴高漸離能夠勝任，但高氏卻偏偏住在尚未被征服的燕國。秦王徵兵點將，下令攻打燕國。秦王更承諾，若秦軍得勝歸來，便將自己女兒櫟陽公主許配與征燕大軍主將——王賁。

#### 第二場景
王將軍得勝歸來，高漸離被俘回秦國。秦王以禮相待，接見漸離，但漸離不領情還當著秦皇的面發怒，訴說自己家園被毀，母親被殺的慘況，更聲言死也不為秦王作曲。公主目睹一切，心中暗生對漸離的好感。

#### 第三場景
高漸離絕食抗議，企圖以死明志。秦王不敵公主的求情，答應若公主說服漸離譜寫頌歌，漸離便歸她所有。
漸離始終不願開口，直止以自己的嘴餵食，兩人因此激情擁吻。奇蹟在此時發生，公主突然恢復了行走能力。秦王得知此事十分高興，但在發覺真相後勃然大怒。秦王欲因此而起殺漸離之心，但他仍屬意漸離為他譜寫讚歌。

### 第二幕 「頌歌」

#### 第一場景
漸離在宮內教授公主音律，突然他聽到宮外修築長城奴隸所唱的民歌，深受感動。秦王突至，要求女兒下嫁王大將軍，但公主以死相拒。秦王轉而要求漸離暫時離開王宮，待王大將軍戰死沙場，再回宮帶走公主。漸離同意完成頌歌。

#### 第二場景
在自己登基成為秦皇的典禮上，秦王碰見了公主和將軍的靈魂——公主自殺明志，將軍被漸離所毒殺。將軍的靈魂警告秦皇，漸離將會對秦皇施加報復。秦皇無懼，繼續登基之路。此時漸離突然閃出，咬舌自盡，血濺秦皇。秦皇一劍刺死漸離，登上帝位。此時皇宮樂聲四起，秦皇一聞大驚，漸離竟以奴隸之歌寫作給自己頌歌，頓悟這是漸離的復仇。

## 主要角色和首演者
紐約大都會歌劇團方面於2006年12月21日至次年1月23日期間為該劇安排共九晚的演出，門票據說已經全部售出。
|                              |                              | 首演於2006年12月21日 (指揮:譚盾)   |
| ---------------------------- | ---------------------------- | ---------------------------------- |
| 秦始皇                       | 男高音                       | 普拉西多·多明哥                    |
| 櫟陽公主，秦始皇之女         | 女高音                       | 伊莉莎白·弗楚洛 (Elizabeth Futral) |
| 高漸離                       | 抒情男高音                   | 保羅·葛羅姆 (Paul Groves)          |
| 王賁大將軍                   | 男低音                       | 田浩江                             |
| 女巫                         | 女中音                       | 蜜雪兒·迪揚 (Michelle DeYoung)     |
| 宰相                         | 男中音                       | 傅海靜                             |
| 陰陽太師                     | 京劇 演員                    | 吳興國                             |
| 櫟陽公主之母                 | 女中音                       | 蘇珊·蔓澤 (Susanne Mentzer)        |
| 士兵，皇家衛隊成員和奴隸等等 | 士兵，皇家衛隊成員和奴隸等等 | 紐約大都會歌劇院合唱團及芭蕾舞團   |
| 伴奏                         | 伴奏                         | 紐約大都會歌劇院管弦樂團           |

### 幕後工作人員
張藝謀將會擔任首演的導演，王潮歌擔任副導演，樊躍擔任舞台設計，伴舞則由中國舞蹈家黃豆豆負責創作編排，日本電影服裝設計師和田惠美也再度與張藝謀合作，為該劇設計服裝。

## 站外連結
- 紐約大都會歌劇院為該劇製作的官方網頁 （页面存档备份，存于）
- 譚盾的個人官方網頁